# Benoît Gonod
Benoît Gonod (Artemare, 12 settembre 1792 – Clermont Ferrand, 14 febbraio 1849) è stato un insegnante, bibliotecario e inventore francese.

## Biografia
Benoît Gonod ideò la prima macchina per stenotipia nel mondo quando svolgeva la mansione di bibliotecario a Clermont-Ferrand nel 1927. Costruì un prototipo e presentò delle relazioni relative al sistema presso l'Accademia della città. Nonostante la macchina funzionasse, non riuscì mai ad ottenere una realizzazione su scala industriale.
Per quanto i suoi progetti avessero destato interesse, tanto da essere ripresi e perfezionati da altri, e fossero destinati al successo, l'effettivo utilizzo di un apparecchio per stenotipia cominciò soltanto nel 1878, con la presentazione della cosiddetta "Macchina Michela" (o "Metodo Michela") da parte del professore italiano Antonio Michela Zucco.

## Epitaffio
Benoît Gonod fece costruire una tomba monumentale nel cimitero del villaggio di Thèdes (comune di Saint-Genès-Champanelle) per sé e sua moglie. Prima di morire scrisse egli stesso il testo da porre sulla tomba:
```
Ego sum resurrectio et vita

Qui riposano
Benoît Gonod
Professore di Retorica
al Liceo di Clermont
Vicepresidente dell'Accademia
di Scienze, Arti e Lettere  
Cavaliere della Legion d'Onore
deceduto il 14 febbraio 1849
all'Età di 56 anni
Profondamente istruito
ancor di più modesto
al cuore amante e generoso
Nobile vittima del dovere,
La gioia e l'orgoglio
della sua cara compagna.
********
E' passato facendo il bene 
********
Preghiamo per lui.
```